# Балаболиха
Балаболиха — деревня в составе Зебляковского сельского поселения Шарьинского района Костромской области России.
До 1 марта 2021 года относилась к упразднённому Заболотскому сельскому поселению.

## История
Согласно Спискам населённых мест Российской империи в 1872 году деревня относилась к 2 стану Ветлужского уезда Костромской губернии. В ней числился 21 дворов, проживало 137 мужчин и 152 женщины.
Согласно переписи населения 1897 года в деревне проживало 397 человек (151 мужчина и 246 женщин).
Согласно Списку населённых мест Костромской губернии в 1907 году деревня относилась к Гагаринской волости Ветлужского уезда Костромской губернии. По сведениям волостного правления за 1907 год в деревне числилось 84 крестьянских двора и 463 жителя. В деревне имелись школа, 5 кузниц, красильный и дегтярный заводы. Основными занятиями жителей деревни были работа на железной дороге и лесной промысел.

## Население
| 2008 | 2010 | 2014 |
| ---- | ---- | ---- |
| 62   | ↗72  | ↘62  |